# SN 2010ff
SN 2010ff – supernowa typu Ia odkryta 3 czerwca 2010 roku w galaktyce A140919+5415. W momencie odkrycia miała maksymalną jasność 22,90m.